# Головна дорога
Головна́ доро́га — дорога з покриттям відносно ґрунтової або та, що позначається знаками 1.22, 1.23.1 — 1.23.4 і 2.3. Наявність на другорядній дорозі покриття безпосередньо перед перехрестям не прирівнює її за значенням до перехрещуваної.

1.22. Перехрещення з другорядною дорогою
1.23.1. Прилягання другорядної дороги з правого боку
1.23.2. Прилягання другорядної дороги з лівого боку
1.23.3. Прилягання другорядної дороги з правого та лівого боків
1.23.4. Прилягання другорядної дороги з лівого та правого боків
2.3. Головна дорога